# Hormuz-2 (missile)
Le Hormuz-2 (en persan : موشک هرمز-2), est un missile balistique naval iranien, capable de frapper des cibles flottantes en mer avec une grande précision. La portée de ce missile iranien est d’environ 300 km. Il a été révélé dans une exposition de défense le 11 mai 2014 et est considéré comme un dérivé anti-rayonnement du missile balistique tactique Fateh-110 ayant un guidage terminal au lieu d’un guidage électro-optique.
En mars 2017, il a été rapporté que ce missile balistique de fabrication nationale surnommé « Hormuz-2 » avait été tiré.
L’apparence du Hormuz-2,, est mentionnée comme étant très similaire au missile Khalije-Fars (Golfe Persique) qui est un missile antinavire quasi balistique supersonique, qui serait capable de cibler des navires de guerre,,,